# روتردم (حوزه سرشماری)، نیویورک
روتردم (به انگلیسی: Rotterdam) یک منطقهٔ مسکونی در ایالات متحده آمریکا است که در شهرستان اسکنکتدی، نیویورک واقع شده‌است. روتردم ۱۷٫۹ کیلومتر مربع مساحت و ۲۰٬۶۵۲ نفر جمعیت دارد و ۱۰۳ متر بالاتر از سطح دریا واقع شده‌است.